# Tommi Korpela
Tommi Petteri Korpela, född den 23 augusti 1968 i Helsingfors, är en finsk skådespelare. Han gick ut Teaterhögskolan i Helsingfors år 1995. Korpela vann sin första Jussistaty år 2008 för bästa manliga huvudroll i filmen A Man's Job (Miehen työ).
Korpela är sambo med skådespelaren Elina Knihtilä. De har en gemensam son, Ilmari, och bor i Helsingfors.

## Filmografi

### TV-serier
- 1996 – Nortia
- 1998 – Studio julmahuvi
- 2003 – Remontti
- 2005 – Firma
- 2008 – Suojelijat

### Filmer
- 1996 – Isältä pojalle
- 2006 – Ljus i skymningen
- 2007 – Miehen työ
- 2007 – Gränsen 1918
- 2008 – Tummien perhosten koti
- 2010 – Rare Exports: A Christmas Tale
- 2012 – Utrensning
- 2014 – Hallonbåtsflyktingen
- 2017 – Ljus i natten
- 2025 – Lilla Sibirien

### Röstskådespelare
- 2006 – Bilar
- 2008 – Horton